# José Luis de la Granja Sainz
José Luis de la Granja Sainz (Almadén, 27 de septiembre de 1954) es un historiador español, que ha estudiado la Segunda República Española, la Guerra Civil Española y el nacionalismo vasco, tema este último del cual es considerado una autoridad. Es catedrático de Historia Contemporánea en la Universidad del País Vasco, universidad a la que se habría incorporado en 1978 o 1981.
Es autor de obras como Nacionalismo y II República en el País Vasco: estatutos de autonomía, partidos y elecciones: historia de Acción Nacionalista Vasca, 1930-1936 (1986), su tesis doctoral, reeditada en 2008, El nacionalismo vasco: un siglo de historia (1995), El siglo de Euskadi: el nacionalismo vasco en la España del siglo XX (2003), El oasis vasco: El nacimiento de Euskadi en la República y la Guerra Civil (2007), Breve historia de Euskadi: de los Fueros a la Autonomía (2010), junto a Santiago de Pablo y Coro Rubio Pobes, entre otras. Ha sido además coordinador de Manuel Tuñón de Lara: el compromiso con la historia, su vida y su obra (1993) y Tuñón de Lara y la historiografía española (1999), sendos homenajes a la figura del historiador Manuel Tuñón de Lara, entre otras obras colectivas.